# Керенджи, Нести
Нести Керенджи (алб. Nesti Kerenxhi; 5 сентября 1922, Корча — 29 ноября 2002, Тирана) — албанский коммунистический политик и государственный деятель, один из руководителей карательных органов НРА. В 1946—1948 — директор Сигурими. Несколько недель 1948 был членом Политбюро ЦК АПТ и министром внутренних дел. Активный участник политических репрессий. Впоследствии занимал должности в аппарате хозяйственного управления. В 1983 был арестован и интернирован. Скончался после падения коммунистического режима.

## Коммунистический активист
Родился в семье активиста национального движения. Учился во Французском лицее Корчи, был исключён за недисциплинированность. С 1939 лет состоял в молодёжной коммунистической организации.
В 1941 вступил в Коммунистическую партию Албании (КПА; с 1948 — Албанская партия труда, АПТ). На следующий год Нести Керенджи возглавил подпольный албанский комсомол. Был политкомиссаром одной из партизанских бригад. Руководил партийной школой в Корче, которую курировал югославский коммунист Душан Мугоша. Представлял командование Национально-освободительной армии Албании при генштабе югославской армии Иосипа Броз Тито.

## Карательный и хозяйственный функционер
После прихода КПА к власти Нести Керенджи поступил в карательный аппарат нового режима. C 1944 был заместителем Кочи Дзодзе в Директорате народной защиты (DMP), в 1946—1948 — в руководстве Сигурими. В 1946 году, когда Кочи Дзодзе занял пост министра внутренних дел НРА, Нести Керенджи был назначен директором Сигурими. В иерархии репрессивных органов того времени Нести Керенджи считался вторым лицом после Кочи Дзодзе (третьим — Васка Колеци). На этот период пришлись многочисленные политические казни и бессудные убийства противников режима Энвера Ходжи. В январе 1946 года Керенджи вёл следствие по делу «социал-демократической группы», допрашивал Мусину Кокалари. На период его руководства Сигурими пришлось репрессирование оппозиционной Депутатской группы.
В 1947 полковник Керенджи представлял Албанию в Совете Безопасности ООН при разборе албано-греческого пограничного конфликта. При этом он выступал не столько с международно-правовых, сколько с идеологических позиций, обличая «монархо-фашистский» режим Греции и его «империалистические амбиции».
Осенью 1948 года Кочи Дзодзе был снят со всех постов, арестован и отдан под суд. Нести Керенджи был привлечён как свидетель обвинения и дал показания (они в основном касались организованной Дзодзе слежки за партийными руководителями). В 1949 Кочи Дзодзе был казнён как «югославский агент».
Несколько недель в октябре 1948 года Нести Керенджи стоял во главе МВД. Затем его сменил Мехмет Шеху. Несмотря на очевидную связь с Дзодзе, Керенджи не был репрессирован. В течение короткого времени он даже состоял в Политбюро ЦК АПТ, однако уже в начале 1949 был снят с постов в МВД и выведен из состава ЦК. Периодически вставал вопрос о его аресте, но не доходил до решения.
С 1949 года Нести Керенджи занимал различные руководящие посты в управлении дорожного строительства, министерстве внешней торговли и министерстве строительства. В начале 1960-х руководил комиссией по ценам при Совете министров НРА, затем возглавлял систему потребкооперации. Наконец, с 1961 Нести Керенджи стал директором угледобывающего предприятия во Влёре. В 1982 вышел на пенсию.

## Привлечение по делу Хазбиу
Период 1981—1983 был отмечен новой вспышкой борьбы за власть в партийно-государственном руководстве. Гибель Мехмета Шеху и акция Группы Мустафы дали повод для очередного цикла политических репрессий. Были арестованы многолетние руководители МВД и Сигурими Кадри Хазбиу и Фечор Шеху. Подверглись преследованиям и функционеры, когда-либо с ними связанные — таким образом Нести Керенджи оказался в тюрьме.
Керенджи был привлечён как свидетель на процессе Хазбиу. Он дал затребованные обвинительные показания, которые в основном касались событий конца 1940-х, времён борьбы между Кочи Дзодзе и Мехметом Шеху. 10 сентября 1983 Хазбиу был расстрелян. Через несколько дней после этой казни Керенджи был освобождён из тюрьмы и направлен на проживание в одну из деревень Влёры. До 1988 находился в статусе поднадзорного.

## Исторические записи
В 1990—1991 коммунистический режим в Албании пал под напором массовых протестов. Нести Керенджи не участвовал в политике и воздерживался от публичности. Лишь однажды в 1991 году согласился дать интервью. В 1996 вместе с семьёй перебрался в Тирану.
Впоследствии выяснилось, что Нести Керенджи вёл личные записи с подробным изложением и детальными оценками политических событий. Он весьма негативно характеризовал Энвера Ходжу, его диктаторскую систему и догматичную идеологию АПТ, осуждал репрессии, особенно процесс Кочи Дзодзе. Помимо прочего, Керенджи критиковал Ходжу за нерешительность в вопросе принадлежности Косово, за его уступки Тито.
Скончался Нести Керенджи в возрасте 80 лет.

## Брак
Нести Керенджи был женат на коммунистической активистке Наджийе Думе, министре образования НРА в 1948 году (первая в истории Албании женщина — член правительства). С середины 1950-х Наджийе Думе подвергалась преследованиям за «оппортунизм», много лет провела в ссылке и интернировании.